# ビラコチャ

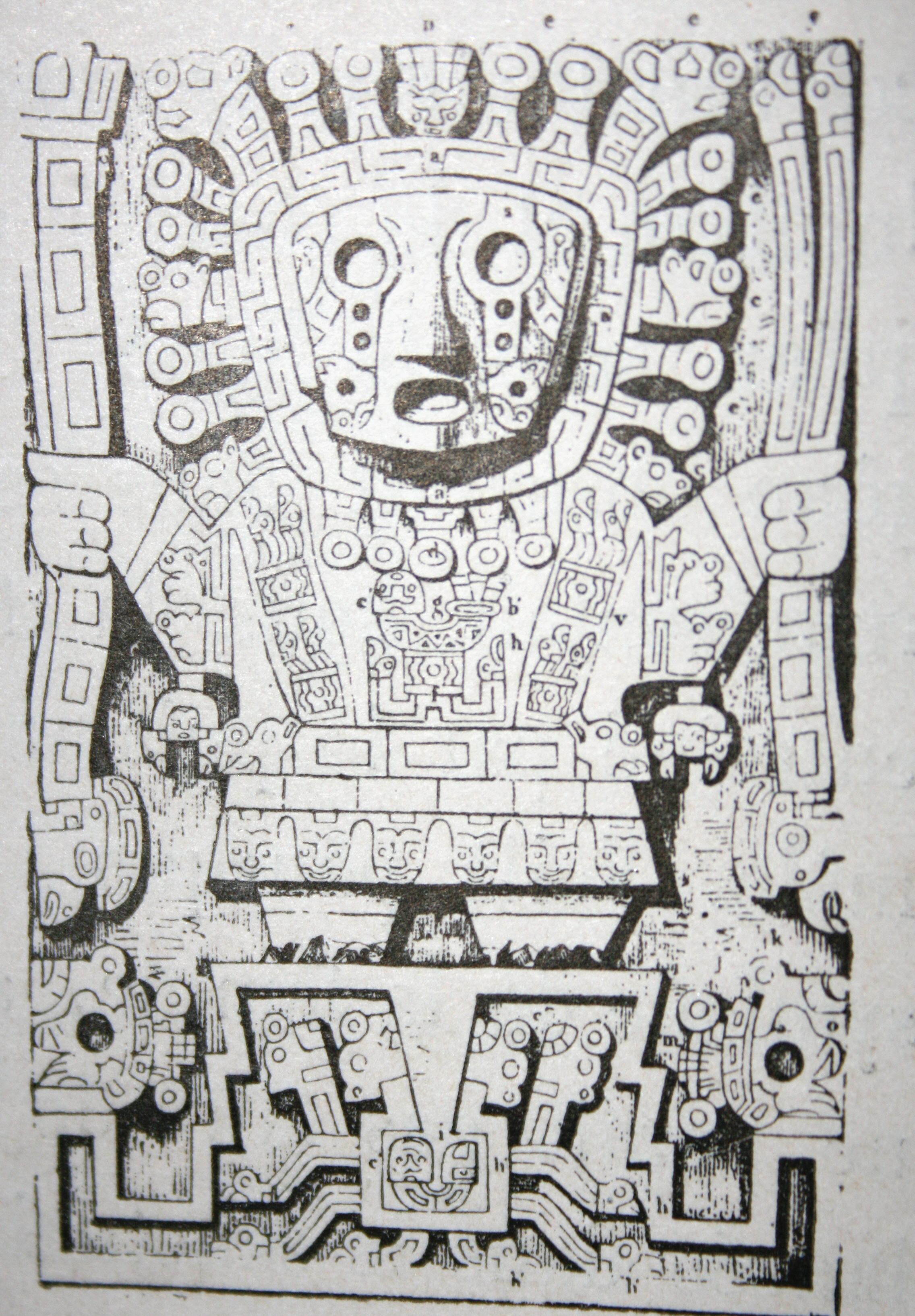
アプ・コン・チキ・ウィラ・コチャ神

ビラコチャとはインカ帝国でスペインによる侵略とキリスト教の布教がされるまで信仰されていた神。現在コン・ティキ・ウィラコチャ(Con-Tici Viracocha)またはウィラコチャとして知られているが、正式名は、アプ・コン・ティキ・ウイラ・コチャ神(Apu-Kon-Tiki-Uira-Cocha)。インカの宗教で最重要の神の1柱であり、文明の創造者である。
ある伝説では、1男2女の父であるとし、男子はインティ(Inti)、女子はママ・キリャ(Mama Quilla)、パチャママ(Pachamama)としている。この伝説によると、彼はウヌ・パチャクチ(Unu Pachakuti)と呼ばれる大洪水によりチチカカ湖周辺の人々を滅ぼした。この際、インティの息子（ビラコチャの息子との説もある）マンコ・カパック（Manqu Qhapaq：ケチュア語で素晴らしい基礎）とママ・オクリョ（Mama Ocllo：肥沃なる母）の2人を文明を世界に広げるため助け残した。彼らはタパク・ヤウリ(Tapac Yauri)と呼ばれる金の杖を持ちインカ文明を設立した。別の伝説では、ビラコチャは8人の最初の文明的な人間たちの父であるとも、妻はママ・コチャ(Mama Cocha)であるともいう。
別の伝説では、2男があったとし、イマーマナ・ビラコチャとトカポ・ビラコチャといった。創造者であるビラコチャは大洪水と天地創造の後、彼の戒律に従っているか調査するために、息子2人を北東と北西の部族に訪問させた。ビラコチャ自身は北部に向かった。その道中で、イマーマナとトカポは、全ての樹木、花、果物、薬草に名前を付けた。また彼らは、これらのうち食用に適するもの、薬効のあるもの、毒となるものを人々に教えた。ついに3人は、クスコと湖岸に到着し、湖岸から水を渡り姿を消した。ビラコチャとは海の泡を意味する。
チキ・ビラコチャとは、チキはケチュア語で基礎を意味し、ビラはインカ民族がエネルギー源と考えていた脂肪を、コチャは海を意味する。彼の称号となっている多くの形容語は、素晴らしく、全知であり、強力であるなどを示している。
彼は当時無秩序だったアンデス地方の人々にいかに生活するかを示し、人々に慈愛や親愛を説いたとされる。容姿は白人であご鬚をたくわえ大柄な男性。ビラコチャは人々に慈愛だけでなく農業を教え、灌漑水路を造り、トウモロコシの作りかたや家畜の飼い方も教える。更に、行く先々で数多の病人を治した医師でもあった。ある時、ナスカ地方の村で見慣れぬ白人を恐れた村人が石を投げると不思議な武器を使いこの場を凌いだという。この事件の後、ビラコチャは海の泡へ消えたとされる。この事からインディオ達はこの人物をビラコチャ（海の泡）と呼ぶようになった。部族により呼び方は異なりワラコチャ・スヌパなどと呼んだ。